# Jan Wuytens
Jan Wuytens (Hechtel, 9 juni 1985) is een voormalig Belgisch profvoetballer en huidig voetbaltrainer die doorgaans als verdediger speelde. Sinds het seizoen 2022/23 is hij actief als assistent-coach bij KRC Genk. Hij is een achterneef van voetballers Stijn Wuytens en Dries Wuytens.

## Spelerscarrière
Wuytens speelde in zijn jeugd voor vier verschillende amateurclubs, te weten Hechtel, Strooiendorp, Gerhees en Beringen. Oorzaak van dit hoge aantal was zijn vader, Jean Wuytens, die amateurtrainer was. Elke keer als deze van club veranderde, ging zijn zoon mee. Hij kwam al vroeg in de jeugd van Anderlecht terecht, en verhuisde kort daarna op 13-jarige leeftijd naar de jeugd van PSV Eindhoven. Vanaf het seizoen 2005/06 speelde de verdediger in het eerste elftal van Heracles Almelo, aangezien hij bij PSV niet wist door te breken. Op 14 juni 2009 werd bekendgemaakt dat Wuytens een contract had getekend bij FC Utrecht, dat hem voor een gelimiteerde transfersom van negen ton overnam. Vier seizoenen en 126 competitiewedstrijden later tekende Wuytens transfervrij bij AZ. Hier speelde hij in zijn eerste jaar 28 competitiewedstrijden, maar kwam hij daarna op het tweede plan. Hij mocht in 2014/15 nog vijf wedstrijden meedoen, in 2015/16 geen enkele. Wuytens en AZ ontbonden in augustus 2016 in overleg zijn contract. In juli 2017 sloot Wuytens zich aan bij de Belgische amateurclub Sporting Hasselt waar hij naast speler ook actief zou zijn als assistent-coach van het eerste elftal. Na afloop van het seizoen 2017/18 besloot hij zijn voetbalschoenen definitief aan de haak te hangen.

### Interlandcarrière
Wuytens maakte deel uit van de U21-ploeg van het Belgisch voetbalelftal die op het EK onder 21 van 2007 in Nederland speelde. In totaal kwam hij in 13 wedstrijden uit voor het nationale beloftenelftal. 

### Clubstatistieken
| Seizoen         | Club            | Competitie      | Duels | Goals |
| --------------- | --------------- | --------------- | ----- | ----- |
| 2005/06         | Heracles Almelo | Eredivisie      | 14    | 0     |
| 2006/07         | Heracles Almelo | Eredivisie      | 6     | 0     |
| 2007/08         | Heracles Almelo | Eredivisie      | 30    | 0     |
| 2008/09         | Heracles Almelo | Eredivisie      | 29    | 5     |
| 2009/10         | FC Utrecht      | Eredivisie      | 31    | 2     |
| 2010/11         | FC Utrecht      | Eredivisie      | 32    | 2     |
| 2011/12         | FC Utrecht      | Eredivisie      | 23    | 0     |
| 2012/13         | FC Utrecht      | Eredivisie      | 33    | 2     |
| 2013/14         | AZ              | Eredivisie      | 26    | 0     |
| 2014/15         | AZ              | Eredivisie      | 5     | 0     |
| 2015/16         | AZ              | Eredivisie      | 0     | 0     |
| Carrière totaal | Carrière totaal | Carrière totaal | 229   | 11    |

## Trainerscarrière
Op 17 juni 2017 maakte amateurclub Sporting Hasselt bekend dat het Wuytens vastgelegd had. Naast speler werd hij er ook aangesteld als assistent-coach van de nieuwe hoofdtrainer Hans Somers. Na afloop van het seizoen 2017/18 verliet Wuytens de club zowel als speler, hij hing zijn voetbalschoenen aan de haak, en als assistent-coach. In de zomer van 2018 werd bekend dat hij aangesteld werd om jeugdtrainer te worden bij KRC Genk, ook Somers werd die zomer trouwens aangesteld als jeugdcoach bij de club. In het seizoen 2020/21 werd Wuytens benoemd tot coach van de U18 waar hij overnam van Hans Somers die werd gepromoveerd tot hoofdcoach van de beloften.
Vanaf het seizoen 2022/23 maakte Wuytens de overstap naar de A-kern van Genk waar hij assistent-coach werd onder de nieuwe hoofdcoach Wouter Vrancken.
In maart 2023 haalde Wuytens zijn UEFA Pro License-trainersdiploma.